# District de My Duc
Le district de My Duc (vietnamien : Mỹ Đức) est un district rural de Hanoi dans la région du Delta du Fleuve Rouge au Viêt Nam.
Ce district est le site de la célèbre pagode des Parfums (Chua Huong).

## Galerie

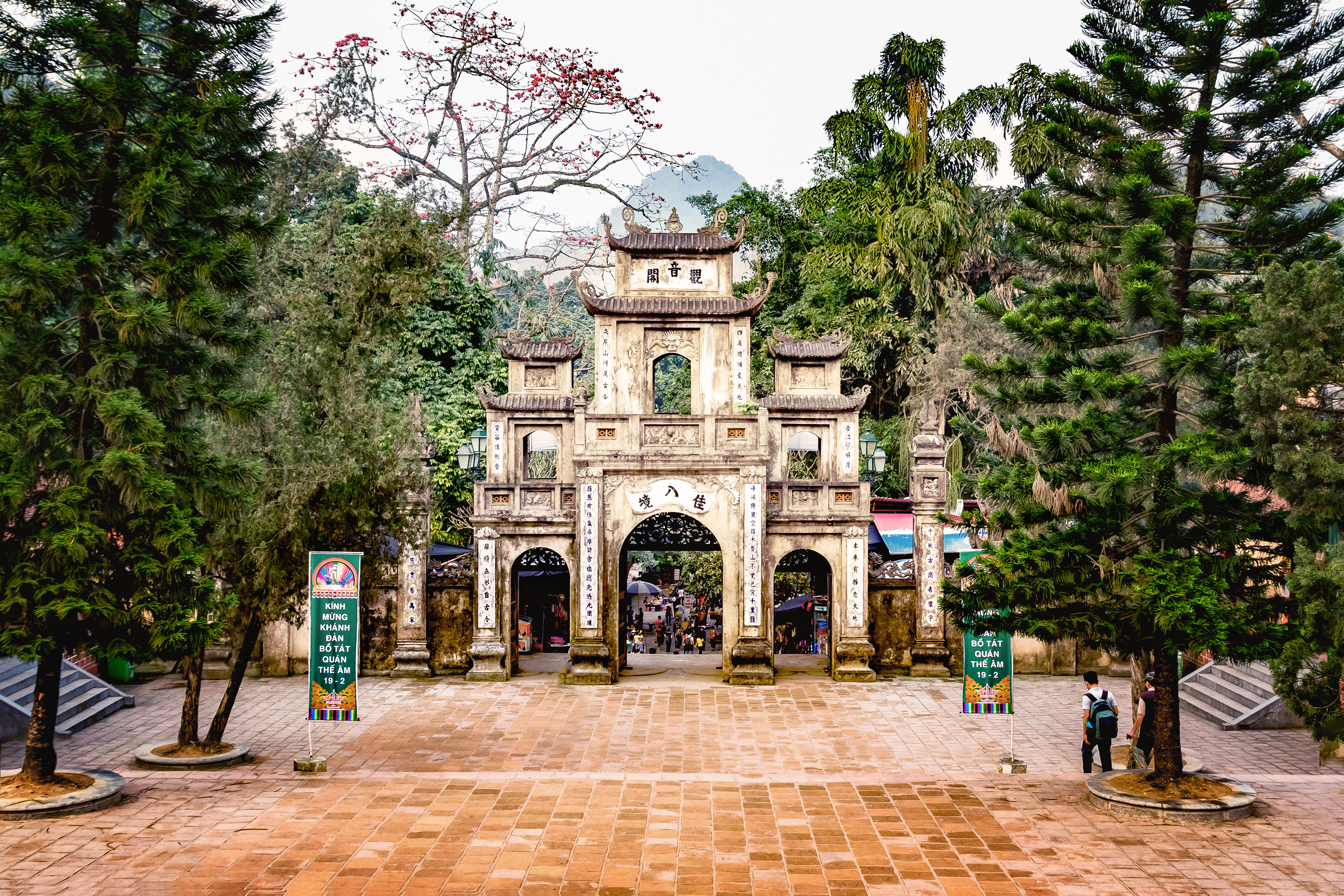
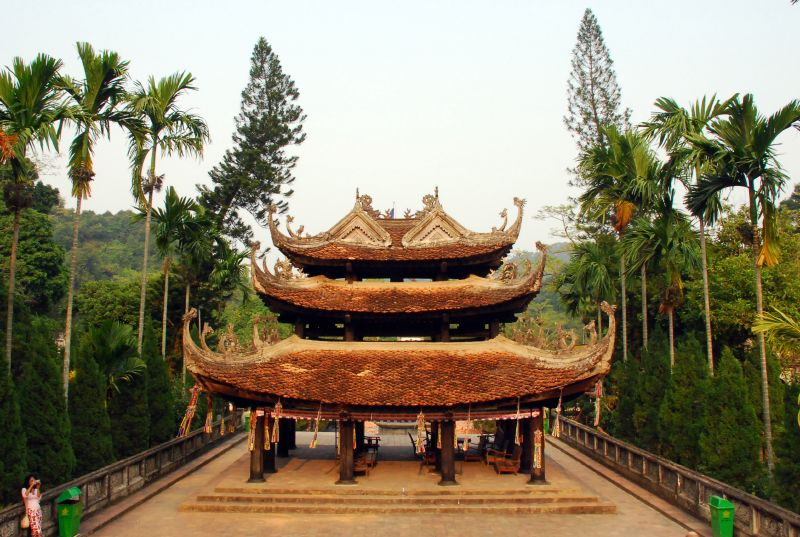
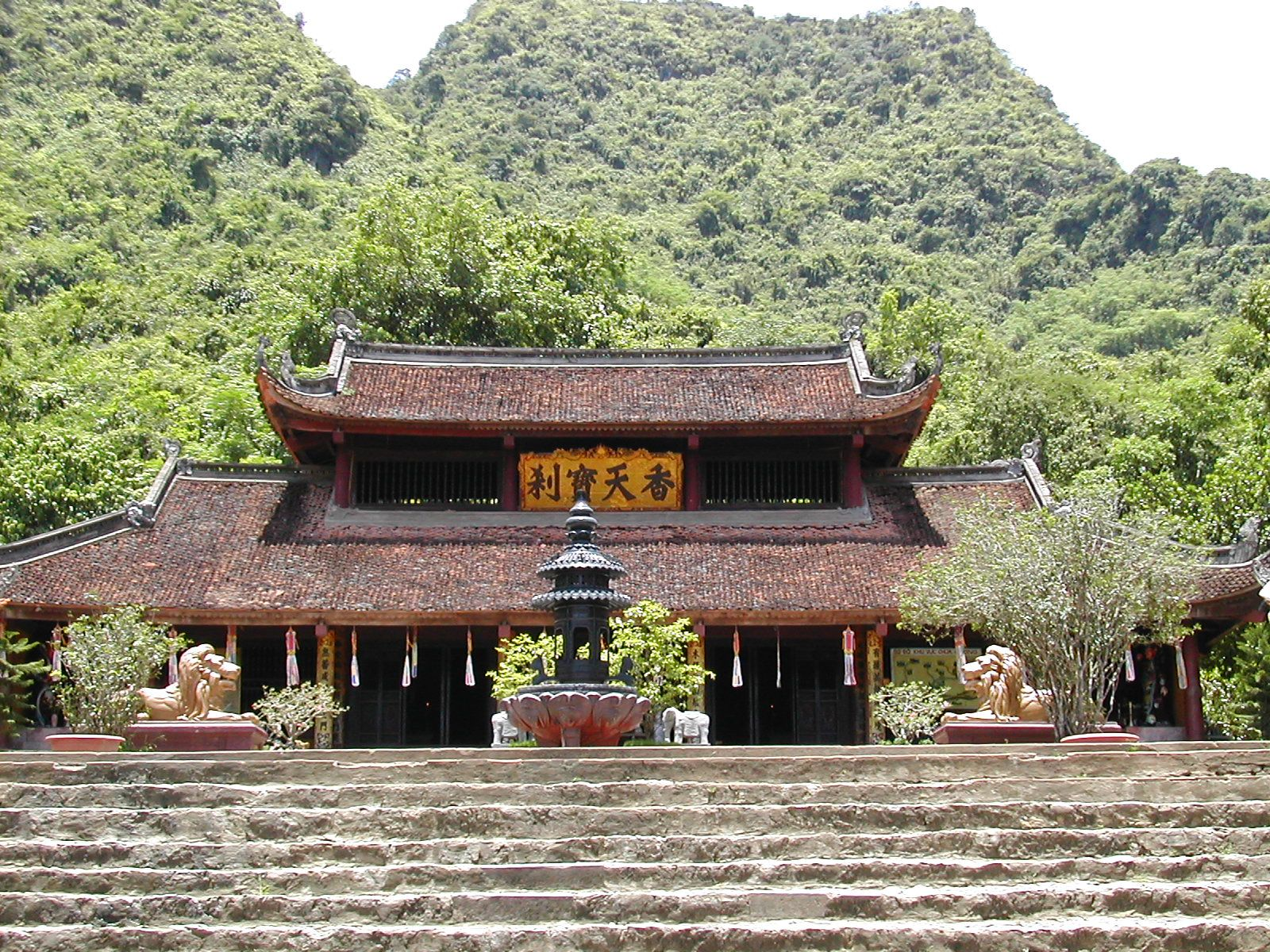
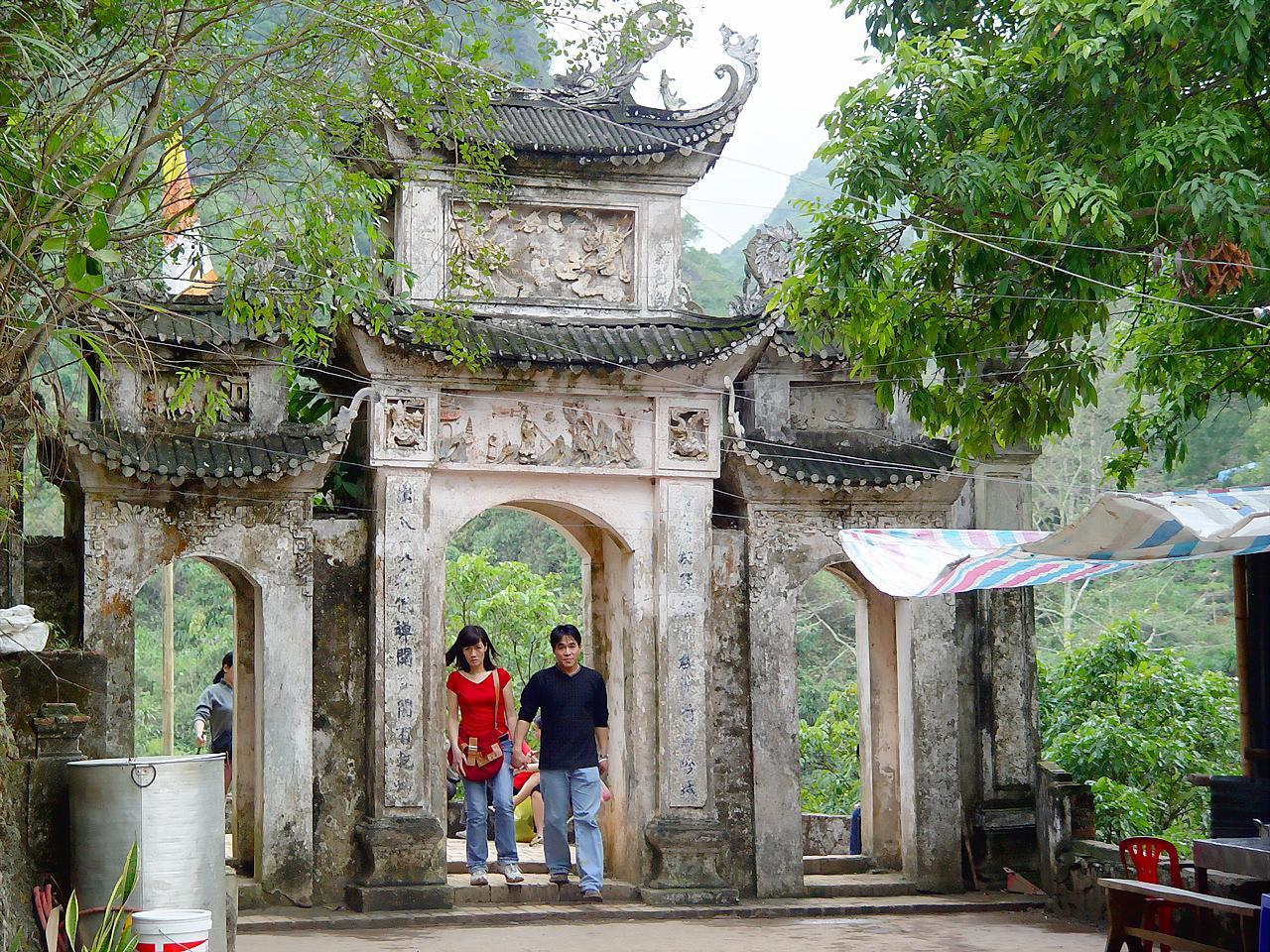
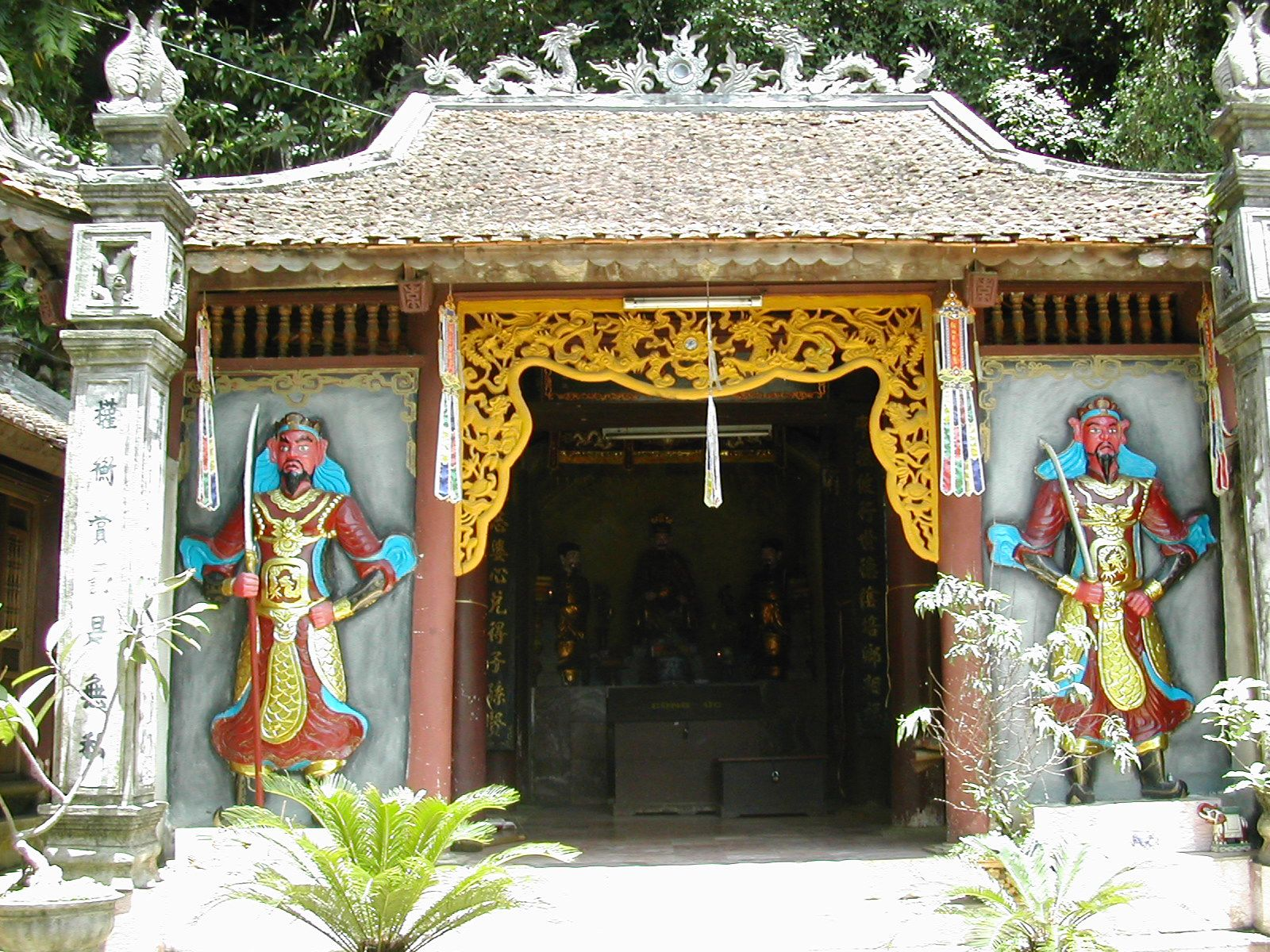